# Ultragauche
Ne doit pas être confondu avec Extrême gauche ou Gauche radicale.
L'ultragauche (ou ultra-gauche) englobe, au sens le plus large du terme, les courants communistes révolutionnaires à la fois marxistes et antiléninistes pour une partie d'entre eux, issus du spartakisme et du luxemburgisme ou du bordiguisme.
Certains courants, notamment les militants de la gauche communiste italienne, préfèrent utiliser le terme de « Gauche communiste », qui caractérise historiquement les courants ayant rompu avec la IIIe Internationale. Le terme d'« ultragauche » est quant à lui utilisé depuis les années 1920 dans un sens proche de celui du communisme de conseils. Outre son antiléninisme, l'ultragauche se distingue du reste de l'extrême-gauche par son rejet de l'électoralisme, du syndicalisme, de l'antifascisme, et des luttes de libération nationale. Elle ne se reconnaît ni dans les partis politiques ni dans les formes d'action individuelle. L'ultragauche ne se reconnaît pas dans les pratiques minoritaires de lutte armée des groupes de guérilla. Elle ne se reconnaît pas non plus dans l'anarchisme et critique tout marxisme officiel et dogmatique en s’appuyant sur la critique formulée par Marx contre les idéologies. Pour l'ultragauche, c'est la grève générale qui doit permettre au prolétariat de s'emparer des moyens de production. Le courant conseilliste se réfère à l'expérience de démocratie directe des conseils ouvriers apparus en Allemagne en 1918. Pour les conseillistes, ces assemblées ouvrières sont la première étape d'une révolution autogestionnaire.
L'expression fait cependant l'objet de définitions contradictoires, notamment en France.

## Définition
Michel Winock estime que l'ultra gauche puise dans deux influences : la révolution bolchévique et l'un des courants de la Révolution française (notamment Gracchus Babeuf et sa « conjuration des égaux »). Elle ne croit pas dans les élections démocratiques : Winock met en avant que, de Blanqui à Sartre, le slogan « élections, piège, à cons » pourrait être le fil rouge de ce courant de pensée, et, lorsqu'ils participent aux élections, il s'agit avant tout d'opérations de propagande (Winock prend en exemple Arlette Laguiller de Lutte ouvrière). L'ultragauche se divise en plusieurs courants : anarchisme, anarcho-syndicalisme, trotskistes, pivertistes, luxembourgistes, conseillistes ou encore maoïstes, et chercherait à établir « l'égalité sociale véritable ». 
Christophe Bourseiller, auteur du livre Histoire générale de l'ultragauche, distingue en cette dernière quatre grandes familles[source insuffisante] :
- la gauche germano-hollandaise associée dès les années 1920 au communisme de conseils,
- les situationnistes,
- les « Italiens » qui se réclament plus ou moins de la pensée d'Amadeo Bordiga,
- enfin les communistes libertaires dont Daniel Guérin est un des représentants à partir des années 1960[6]. Cette définition très large de l'ultragauche est cependant très critiquée, le bordiguisme étant un courant léniniste, ce qui ne correspond donc pas à la définition de l'ultragauche comme courant marxiste antiléniniste. En outre, Daniel Guérin a milité tout au long de sa vie sur des positions syndicalistes, ce qui l'opposait là aussi à l'ultragauche.

Les militants et théoriciens que l'on peut classer à l'ultragauche ne sont ni staliniens, ni trotskistes, ni maoïstes, ni anarchistes. La référence au marxisme est un critère d'appartenance qui exclut bon nombre d'organisations libertaires. Leur point commun : il s’agit de petits groupes de théoriciens venus du marxisme, qui se sont appliqués à repenser la « doctrine » et à relire les textes fondateurs. Partant d’une critique du bolchévisme russe, les « ultragauche » en viennent à remettre en question le léninisme en s’appuyant sur Karl Marx. C’est le cas, par exemple, d’Anton Pannekoek, Otto Rühle, ou Herman Gorter, dans la première moitié du XXe siècle (voir l'article Gauche germano-hollandaise). Certains poussent ensuite la critique jusqu’à un dépassement du marxisme, à l’exemple de Cornelius Castoriadis après la fin de Socialisme ou barbarie dans les années 1960 (il quitte alors « l’ultragauche »). On voit enfin des penseurs issus de ce courant remettre en question la politique elle-même. C’est le travail entrepris par Guy Debord et l’Internationale situationniste à partir des années 1950.
Lors des grèves du mouvement contre le contrat première embauche (2006) ou contre la loi relative aux libertés et responsabilités des universités (2007) et durant les manifestations, des « anarchistes autonomes » sont parfois qualifiés par erreur d’« ultragauche ». De la même façon, en 2007 et fin 2008, le terme a servi aux médias français pour qualifier de façon erronée les « anarcho-autonomes »[source insuffisante].
Outre son opposition au léninisme et au syndicalisme, l'ultragauche se caractérise également par un rejet de l'antifascisme et du soutien aux luttes de libération nationale, tous les deux considérés comme des luttes « interclassistes ». Enfin, l'ultragauche ne se reconnaît pas non plus dans l'insurrectionalisme des différents mouvements de guérilla qui jalonnent l'histoire du XXe siècle. Privilégiant « l’action autonome en tant que classe », Anton Pannekoek s'oppose aux actes individuels et écrit que « c’est de la classe, poussée par des forces sociales massives, que doit venir toute initiative ». Pour cette raison, les différents groupes d'inspiration maoïste ou guévariste sont dénoncés comme des aventures militaristes et putschistes, comme des initiatives minoritaires se substituant à l'action de la classe ouvrière. Dans cette logique, l'ultragauche ne se reconnaît pas non plus dans l'action des différents groupes armés européens comme les Brigades Rouges, la RAF, ou en France Action directe. Ce rejet de la guérilla distingue clairement l'ultragauche des autonomes. Contrairement aux groupes se référant au banditisme révolutionnaire ou privilégiant l'action émeutière, l'ultragauche se réfère quant à elle principalement aux mouvements de grève. C'est seulement dans la grève que peuvent naître les "conseils ouvriers" (les assemblées ouvrières) et que les travailleurs peuvent se réapproprier les moyens de production pour instaurer l'autogestion. Cette conception conseilliste est cependant remise en cause à partir des années 1970 par le courant communisateur, qui abandonne la référence à la démocratie directe des conseils ouvriers. Cette deuxième ultragauche ne se positionne plus sur le caractère démocratique des luttes ouvrières mais sur leur capacité à abolir les rapports marchands.
Jacques Leclercq emploie ainsi parfois le terme « ultragauche » pour désigner divers courants radicaux, voire violents, incluant des groupes anarchistes, autonomes ou anarcho-syndicalistes.

## Histoire de l'ultragauche

### L'ultragauche auXXesiècle

#### Les événements fondateurs de 1917-1921

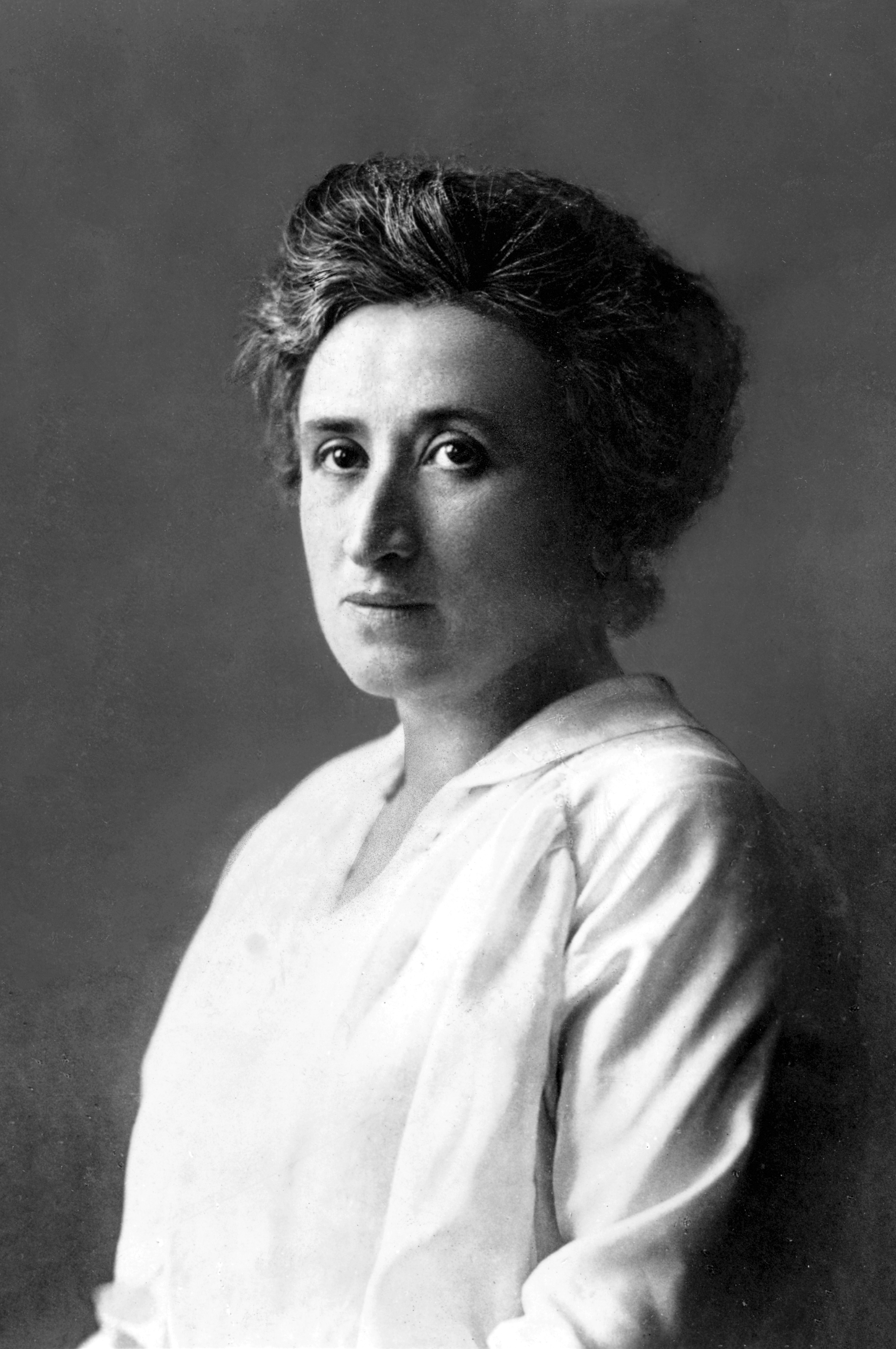
Rosa Luxemburg est la première en 1917 à défendre une conception démocratique du communisme contre la dictature bolchévique mise en place par Lénine en URSS.

En 1906, Rosa Luxemburg publie Grève générale, parti et syndicats. En opposition avec Lénine, elle soutient que le parti ne doit aucunement diriger le prolétariat. La révolution russe de 1905 a éclaté spontanément, ce qui remet en cause le rôle du parti. La voie préconisée est celle de l'auto-organisation du prolétariat, qui mène à la révolution prolétarienne.

En janvier 1916, on parle de « spartakisme », d'après le nom de la ligue Spartacus (Spartakusbund), où militent notamment Rosa Luxemburg et Karl Liebknecht. La ligue Spartacus fait partie en 1917-1918 de l'USPD, qui regroupe la minorité exclue du Parti social-démocrate d'Allemagne (SPD) qui s'était opposée au vote des crédits de guerre. Les opposants avaient été exclus du SPD en 1917. Le 3 novembre 1918, à la suite de la mutinerie des marins de la flotte allemande dans le port de Kiel, un conseil d'ouvriers et de marins est créé et la révolution allemande de 1918 s'étend dans de nombreuses villes allemandes. Les Spartakistes ont pour programme : 

« Élection dans toute l'Allemagne de conseils d'ouvriers et de soldats sur lesquels reposera exclusivement le pouvoir législatif et exécutif ainsi que l'administration de toutes les installations sociales des banques et de tous les autres biens publics… »

Au congrès national des conseils ouvriers qui se réunit en décembre 1918, les Spartakistes sont cependant minoritaires par rapport au SPD qui décide que le sort de l'Allemagne doit être réglé par une Assemblée constituante. Les spartakistes quittent l'USPD et créent le Parti communiste d'Allemagne (KPD). Le SPD et les corps francs du général Maerker noient la révolte spartakiste dans le sang. Rosa Luxemburg et Karl Liebknecht sont assassinés en janvier 1919.
Dès 1919, la direction du KPD s'emploie à évincer son aile gauche, c'est-à-dire des militants qui sont sur des positions anti-électoralistes (c'est-à-dire opposés à toute participation aux élections) et antisyndicales. L'exclusion de ces militants en octobre 1919 est à l'origine de la naissance du Parti communiste ouvrier d'Allemagne (KAPD), première organisation « ultragauche » d'importance. Dans son pamphlet qui sera connu sous le nom de La Maladie infantile du communisme (le gauchisme) Lénine prend à partie les dirigeants du KAPD en insistant sur ce que sont selon lui les priorités de l'heure : participer aux élections, entrer dans les syndicats, et chercher des alliances à droite :

« Les révolutionnaires doivent-ils militer dans les syndicats réactionnaires ? Les "gauches" allemands croient pouvoir répondre sans hésiter à cette question par la négative […] Mais, [cette tactique] est foncièrement erronée et ne renferme que des phrases creuses […] Faut-il participer aux parlements bourgeois ? Les communistes "de gauche" allemands répondent à cette question avec le plus grand dédain — et la plus grande légèreté — par la négative. […] Les "gauches" d'Allemagne, on le sait, estimaient dès le mois de janvier 1919 que le parlementarisme avait "politiquement fait son temps", contrairement à l'opinion de ces chefs politiques éminents qu'étaient Luxemburg et Liebknecht. On sait que les "gauches" se sont trompés. »

À partir de fin août 1917, et jusqu'en 1920, il se produit en Italie une sorte d'insurrection pratiquement synchrone avec la révolution russe et la révolution allemande de 1918-1919. À Turin, les ouvriers dressent des barricades, s'emparent de dépôts d'armes et fraternisent avec les soldats. En 1919, les paysans occupent des grandes propriétés et s'organisent en coopératives, des magasins de Milan sont pillés. Jusqu'en 1920, des comités de grève se forment à l'écart des syndicats.

Le 6 mars 1921, les insurgés de la révolte de Kronstadt envoient un message radio « aux ouvriers du monde entier », dans lequel ils déclarent : 

« Nous sommes partisans du pouvoir des soviets, non des partis. Nous sommes pour l’élection libre de représentants des masses travailleuses […]. Vive le prolétariat et la paysannerie révolutionnaire ! Vive le pouvoir des soviets librement élus ! »

Dans leur journal, les insurgés dénoncent le capitalisme d'État des bolcheviks.

#### De 1920 à 1939

##### La gauche germano-hollandaise de 1920 à 1939
Le congrès de fondation du KAPD se tient les 4 et 5 avril 1920. Il compte alors une cinquantaine de milliers d'adhérents et comprend parmi ses fondateurs Herman Gorter et Otto Rühle. Le premier acte du nouveau parti est de déclarer son rattachement à la Troisième Internationale fondée par les bolcheviques russes. Le programme du parti insiste sur la nécessité de l'antiparlementarisme, rejette les syndicats et préconise la mise en place de conseils ouvriers pour mener à bien le processus révolutionnaire.
Aux Pays-Bas, il existe un courant proche des positions de Rosa Luxemburg et qui, lors de l'entrée en guerre des Pays-Bas, s'est opposé au parti social-démocrate hollandais, le SPAD, de la même façon que les Spartakistes se sont opposés au SPD en Allemagne. Anton Pannekoek est le théoricien connu de ce courant. On désigne sous le nom de Gauche germano-hollandaise le courant de pensée qui rejette le principe du parti léniniste et appelle par conséquent les ouvriers à quitter les syndicats et à se rassembler dans des conseils ouvriers. À l'instar de la scission entre le KPD et le KAPD, les exclus de l'aile gauche du parti communiste hollandais forment le KAPN (Kommunistische Arbeiders-Partij Nederland, Parti communiste ouvrier des Pays-Bas).
Dès 1920, il se dessine au sein du KAPD une aile nationaliste particulièrement forte à Hambourg, qui réclame la reprise de la guerre, menée par Heinrich Laufenberg et Fritz Wolffheim. On désigne cette tendance, en rupture avec l'ultragauche, par National-bolchévisme ou « rouges bruns ». Ils seront exclus du KAPD le 14 août 1920 et formeront la Ligue des communistes qui prône la formation d'une « République communiste allemande ». En 1921, le KAPD accepte de s'allier avec le VKPD, nouvelle mouture du KPD, pour les besoins de l'« action de mars ». Il rompt cependant avec la Troisième Internationale liée à Moscou dès juillet de la même année. Les dirigeants du KAPD, notamment Gorter, se lancent dans la création de l'Internationale Communiste ouvrière (KAI). Les plus gros partis qui rejoignent également cette « internationale » sont le CWP, Parti des travailleurs communistes, britannique, fort de 400 membres et le parti communiste ouvrier de Bulgarie qui compte environ 1 000 personnes. En 1922, le KAPD ne rassemble plus que 5 000 militants, mais une nouvelle scission intervient entre la « fraction d’Essen » et la « fraction de Berlin ». En 1925, on assiste aussi à une scission de la KAI. Une partie des militants du KAPD rejoignent le VKPD, d'autres rejoignent l'Union générale des travailleurs d'Allemagne - Organisation unitaire d'Otto Rühle, « unioniste », plus méfiante à l'égard des partis et de la Troisième Internationale que le KAPD.
En 1927, quelques militants du KAPN hollandais fondent le Groupe des communistes internationaux (Gruppe Internationale Kommunisten, GIK) auquel se joindra activement Anton Pannekoek à partir de 1929. Le GIK tire les leçons de l'échec du KAPD et, tout en restant fidèle à l'idéal communiste, remet en cause le principe de l'organisation structurée, revendiquant explicitement le Communisme de conseils, les conseils ouvriers étant seuls garants de la « démocratie prolétarienne ». Au début des années 1930, le mouvement trotskiste se développe. Comme les conseillistes du GIK, et de nombreuses autres organisations marxistes anti-staliniennes, les trotskistes condamnent le stalinisme, mais à leur différence, ils prônent le retour à un « vrai » léninisme.
Avant 1933, année de l'arrivée d'Hitler au pouvoir, les « communistes orthodoxes » du puissant Parti communiste d'Allemagne (KPD) privilégient le combat contre la social-démocratie et le SPD plutôt que celui contre le nazisme. Les différentes organisations groupusculaires de la gauche germano-hollandaise rangeraient également dans le même camp nazis et sociaux-démocrates du SPD. Le fascisme et la démocratie seraient perçus comme deux formes du système capitaliste. Le rejet de l'antifascisme serait une caractéristique des Germano-hollandais du GIK ou du KAPD[source insuffisante]. En réalité, plusieurs anciens dirigeants du KAPD jouèrent un rôle important dans la Résistance allemande au nazisme, notamment Karl Schröder et Alexander Schwab.

##### La gauche italienne de 1920 à 1939
En 1910, le Parti socialiste italien condamne l'annexion de la Libye par l'Italie. La droite du parti fait alors scission laissant la place à une aile gauche dans laquelle on trouve Benito Mussolini qui prend le contrôle du quotidien Avanti!. Les jeunes socialistes parmi lesquels Amadeo Bordiga plaident pour une exclusion des catholiques et des francs-maçons. En décembre 1918, Bordiga lance une revue Il Soviet dans lequel il publie notamment des textes de Pannekoek, Gorter, Lukács. Le congrès du PSI de 1921 oppose des sociaux-démocrates et des minoritaires, partisans de la Troisième Internationale qui fondent le Parti communiste italien que rejoignent Bordiga et ses partisans.
Les années 1919-1922 sont également marquées par la montée du fascisme. En 1921, les chemises noires de Mussolini incendient par dizaines les « Maisons du peuple », les Bourses du travail et les permanences des partis démocratiques avant de prendre le pouvoir en octobre 1922. Pour autant, le nouveau PCI repousse les avances des autres partis de gauche qui proposent une union antifasciste. Bordiga est alors très impliqué dans cette ligne anti-antifasciste: Le fascisme n'est pas un ennemi commun, au contraire, les bandes armées fascistes constituent le dernier recours de l'Ètat démocratique lorsqu'il est menacé par la classe ouvrière.

« Nous sommes par principe contre la démocratie celle-ci entendue comme "un système de représentation politique et de gouvernement dans lequel les membres de toutes les classes sociales ont des droits égaux". Être contre ce système par principe signifie que :
- a – dans le régime prolétarien, nous sommes pour la dictature révolutionnaire et l'exclusion des organes de l'État des classes non prolétariennes (en un sens très large) et également pour la répression des partis contre-révolutionnaires.
- b – dans le régime bourgeois, nous dénonçons la démocratie parlementaire comme un appareil destiné à dissimuler la dictature effective des capitalistes. »

Le courant bordiguiste hostile à une alliance avec le PSI est peu à peu marginalisé au sein du PCI qui devient illégal en 1926. Les bordiguistes obtiennent 9,2 % des voix au Comité central en exil qui se tient à Lyon en janvier 1926. Les « thèses de Lyon » bordiguistes condamnent la politique menée par Gramsci et notamment l'alliance proposée aux partis antifascistes lors de l'assassinat de Matteoti. Bordiga reste membre du PCI, mais comme simple militant et ses partisans sont sommés de se taire ou de quitter le parti.

##### La gauche communiste en France avant la seconde guerre mondiale
Après la révolution russe de 1917 et la fin de la Première Guerre mondiale, il ne se produit en France aucune insurrection comparable à celles d'Allemagne et d'Italie où les conseils ouvriers jouent un rôle important. Après le congrès de Tours, en décembre 1920, où s'opère la scission entre la SFIO et la « Section française de l'Internationale communiste » (SFIC), futur Parti communiste français qui adhère à la Troisième Internationale, il se forme quand même, à côté des deux grands partis, une multitude de petits groupes se réclamant du socialisme ou du communisme. Un certain nombre de personnalités connues ont adhéré à ces organisations : Alfred Rosmer, Simone Weil, Albert Treint, Raymond Molinier, Pierre Naville, Benjamin Péret. À partir de 1930, l'un de ces groupes est trotskiste : la Ligue communiste. En 1930 est créé le Cercle communiste démocratique. En 1933, l'Union communiste (UC) est formée. À son apogée, l'UC rassemble soixante-dix personnes. Gaston Davoust, dont le vrai nom est Henry Chazé apparait comme un des hommes clefs du mouvement.
Par son léninisme et sa critique de l'URSS, l'UC est souvent proche des positions trotskistes dont se réclament certains de ses membres comme Molinier, mais l'UC critique la volonté de Trotski de vouloir créer une Quatrième internationale. Elle critique également les pratiques d'entrisme dans la SFIO, mais appuie le travail syndical et campe sur des positions antifascistes en défendant la constitution d'un front ouvrier unique. L'UC noue des liens avec la gauche germano-hollandaise à partir de 1937.
Des positions de la gauche communiste sont également défendues au sein du groupe de Marceau Pivert, la Gauche révolutionnaire, tendance au sein de la SFIO. Daniel Guérin et Michel Collinet font partie du groupe, ainsi que René Lefeuvre qui fonde en 1933 le journal Masses et en 1934, Spartacus, pour la culture révolutionnaire et l'action de masse, plus théorique. Tous les trois rejoindront le Parti socialiste ouvrier et paysan créé en 1938.
Les publications de René Lefeuvre ainsi que les opuscules éditées par l'UC sont diffusés par la Librairie du Travail, gérée par Marcel Hasfeld chez qui on peut trouver également les classiques de Rosa Luxemburg ou les textes de Boris Souvarine.

#### 1941-1946, lesConseils ouvriersde Pannekoek

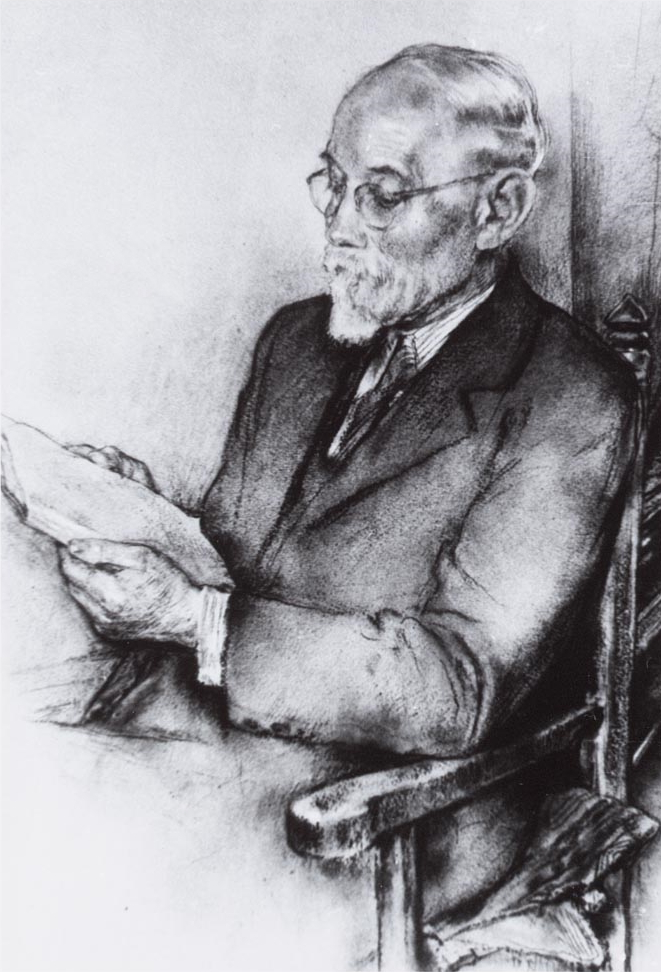
Entre 1941 et 1946, Anton Pannekoek élabore une synthèse du communisme de conseils.

Anton Pannekoek, qui s'est plus ou moins retiré de la vie politique depuis 1921, prend en 1943 sa retraite de l'Institut d'Astronomie qu'il a fondé à Amsterdam. Cette fin de carrière scientifique est l'occasion pour lui de rédiger un certain nombre d'ouvrages politiques théoriques, notamment Les Conseils ouvriers qui seront publiés aux éditions De Vlam en 1946. Cet ouvrage laisse délibérément de côté tous les aspects tactiques de la prise de pouvoir pour se concentrer sur l'analyse du fonctionnement de la société, définissant ainsi ce que Christophe Bourseiller appelle une « méthodologie des ultragauches ». D'une part, Pannekoek, fasciné par les progrès techniques, constate que la mécanisation n'a pas modifié la nature du système capitaliste qui fonctionne toujours selon la loi du profit et domine la planète quelle que soit sa nature apparente, dictature, pays « socialiste », ou démocratie parlementaire. D'autre part, il conteste l'affirmation souvent proférée par les marxistes « orthodoxes » que le capitalisme serait condamné à l'autodestruction. La modernisation lui offre au contraire l'opportunité d'assurer sa pérennité en échappant au cycle « crise-guerre-reconstruction ». Le pouvoir international des conseils ouvriers représente la seule véritable alternative au capitalisme planétaire pour que « l'humanité soit délivrée de l'inquiétude rongeuse pour la vie ». Les travailleurs ne doivent pas se laisser gagner par le rêve de la « démocratie bourgeoise » qui n'est qu'une « démocratie formelle » pouvant dissimuler des pratiques barbares. Ce sont les conseils ouvriers qui permettront de revivifier et de mettre en place une « démocratie réelle ». « L'action directe », c'est-à-dire les grèves spontanées en dehors de toute médiation syndicale, doit permettre de mettre en place le règne des conseils. Pour Pannekoek, l'antisémitisme du régime nazi provient de sa composition sociologique petite-bourgeoise et ne sert pas la cause du capital. Pannekoek prévoit la décolonisation à l'issue de la guerre, mais la décolonisation ne s'accompagnera selon lui d'aucun processus révolutionnaire : aucun combat nationaliste ne peut déboucher sur une solution communiste.
A la même époque, le Groupe révolutionnaire prolétarien réunit quelques militants plus ou moins trotskistes, précurseurs, avec Maximilien Rubel, de l'Union des Communistes Internationalistes.
Anton Pannekoek considère que la phase de la dictature révolutionnaire du prolétariat doit s'incarner par les conseils de travailleurs. S'il y a éventuellement des élections, alors les élus sont des délégués révocables à tout instant (mandat impératif). Les conseils, dès le début de la révolution, contribuent au dépérissement de l'État. Les conseils ouvriers sont en même temps une garantie de la montée du communisme dans le processus révolutionnaire. Contrairement à la logique de Lénine optant pour un parti d'avant-garde de professionnels révolutionnaires prenant le contrôle de l'appareil d'État, Anton Pannekoek considère que ce qui doit organiser la révolution sous la dictature du prolétariat sont les conseils ouvriers démocratiques : 

« L'organisation conseilliste incarne la dictature du prolétariat. Il y a plus d'un demi-siècle, Marx et Engels ont expliqué comment la révolution sociale devait amener la dictature du prolétariat et comment cette nouvelle expression politique était indispensable à l'introduction de changements nécessaires dans la société. Les socialistes qui ne pensent qu'en termes de représentation parlementaire, ont cherché à excuser ou à critiquer cette infraction à la démocratie et l'injustice qui consiste selon eux à refuser le droit de vote à certaines personnes sous prétexte qu'elles appartiennent à des classes différentes. Nous pouvons voir aujourd'hui comment le processus de la lutte de classes engendre naturellement les organes de cette dictature : les soviets [les conseils]. »

 De plus, l'intérêt d'une révolution communiste basée sur les conseils est de pouvoir détruire l'État capitaliste (en lien avec la notion marxiste de dépérissement de l'État). Cette logique conseilliste s'oppose au léninisme, le léninisme considérant comme nécessaire l'instauration d'un « État prolétarien » temporaire gouverné par un parti communiste d'avant-garde discipliné. Anton Pannekoek, dans son article sur Les conseils ouvriers en 1936, explique la destruction de l'État via l'émergence des conseils : 

« À partir du moment où le mouvement révolutionnaire acquiert un pouvoir tel que le gouvernement en est sérieusement affecté, les conseils ouvriers deviennent des organes politiques. Dans une révolution politique, ils incarnent le pouvoir ouvrier et doivent prendre toutes les mesures nécessaires pour affaiblir et pour vaincre l'adversaire. Tels une puissance en guerre, il leur faut monter la garde sur l'ensemble du pays, afin de ne pas perdre de vue les efforts entrepris par la classe capitaliste pour rassembler ses forces et vaincre les travailleurs. Ils doivent en outre s'occuper de certaines affaires publiques qui étaient autrefois gérées par l'État : la santé et la sécurité publique, de même que le cours interrompu de la vie sociale. Ils ont enfin à prendre la production en main, ce qui représente la tâche la plus importante et la plus ardue de la classe ouvrière en situation révolutionnaire. [...] Et de même, dans la révolution prolétarienne, la nouvelle classe montante doit-elle créer ses nouvelles formes d'organisation qui, petit à petit, au cours du processus révolutionnaire, viendront remplacer l'ancienne organisation étatique. En tant que nouvelle forme d'organisation politique, le conseil ouvrier prend finalement la place du parlementarisme, forme politique du régime capitaliste. [...] Engels avait écrit que l'Etat disparaîtrait avec la révolution prolétarienne ; qu'au gouvernement des hommes succéderait l'administration des choses. À l'époque, il n'était guère possible d'envisager clairement comment la classe ouvrière prendrait le pouvoir. Mais nous avons aujourd'hui la preuve de la justesse de cette vue. Dans le processus révolutionnaire, l'ancien pouvoir étatique sera détruit et les organes qui viendront le remplacer, les conseils ouvriers, auront certainement pour quelque temps encore des pouvoirs politiques importants afin de combattre les vestiges du système capitaliste. Toutefois, leur fonction politique se réduira graduellement en une simple fonction économique : l'organisation du processus de production collective des biens nécessaires à la société. »

#### De 1946 aux années 1960
Le groupe Socialisme ou Barbarie naît en 1949 d'une scission au sein du groupe trotskiste Parti communiste internationaliste, lié à la Quatrième Internationale, où un groupe minoritaire avait été formé par Cornelius Castoriadis et Claude Lefort. L'expression « Socialisme ou barbarie » est empruntée à Rosa Luxemburg. Une revue théorique du même nom est lancé la même année 1949 par le groupe qui rassemble une quinzaine de jeunes intellectuels. En 1953, Pannekoek ayant pris connaissance de la revue, manifeste son intérêt, mais regrette que Castoriadis reste accroché à la mystique du « parti révolutionnaire ». À la même époque, un débat a lieu au sein de S ou B où Claude Lefort défend des positions « anti-parti » proches de celles de Pannekoek. S ou B (ou parfois SoB) a de fréquents contacts avec le milieu intellectuel de l'époque. Ainsi, Claude Lefort collabore à la revue Les Temps modernes de 1948 à 1953.
Guy Debord, l'un des fondateurs de l'Internationale situationniste, participe à Socialisme ou barbarie en 1960. Il quitte le groupe à l'occasion d'un désaccord concernant un article sur le film À bout de souffle de Jean-Luc Godard.
Les effectifs de S ou B ne dépassent jamais quelques dizaines d'adhérents. Dans le cadre de la constitution d'une organisation structurée, le groupe S ou B sort en décembre 1958 le premier numéro de Pouvoir ouvrier, revue militante à destination des ouvriers autour de laquelle se développe dans les années 1960 un groupe militant, à la même époque où se développent également des groupes trotskystes  ou maoïstes, dissidents du PCF. Pouvoir ouvrier restera toujours d'une importance beaucoup plus modeste que ces groupes. Le philosophe Jean-François Lyotard, et Pierre Guillaume, futur fondateur de la librairie La Vieille Taupe, comptent parmi les membres de PO.
En 1958, une scission de Socialisme ou barbarie menée par Claude Lefort et Henri Simon aboutit à la création de Informations et liaisons ouvrières (ILO). Après avoir rompu avec Claude Lefort en 1960, ILO prend ensuite le nom de Informations et correspondances ouvrières (ICO).
À partir de 1959, un nouveau désaccord apparait au sein de S ou B, qui va aboutir en 1963 à une scission de fait entre la revue Socialisme et Barbarie et le groupe Pouvoir ouvrier. Un texte de Castoriadis, « Le mouvement révolutionnaire sous le capitalisme moderne » est publié par la revue en feuilleton entre 1959 et 1962. Au terme d'une analyse sur le capitalisme moderne capable de surmonter ses crises parce qu'il est en mesure de faire croître le niveau de vie tout en satisfaisant les exigences salariales, Castoriadis conclut à l'obsolescence de l'activité révolutionnaire et du marxisme. Lyotard et Albert Maso qui s'opposent à Castoriadis s'investissent dans le bulletin Pouvoir ouvrier qui donne une large place aux luttes revendicatives. Ils ne nient pas que Marx se soit souvent trompé, mais reprochent à Castoriadis son insistance à vouloir opérer une rupture avec le marxisme r.
Les auteurs de la revue Internationale situationniste s'attachent à une critique du travail et de la vie quotidienne. C'est ainsi que Raoul Vaneigem raconte sa rencontre avec Debord :

« Si je n'avais pataugé entre l'ennui qu'engendre le travail et la dissipation qui l'exorcise, si je n'avais vécu l'écœurement des jours inlassablement répétés et la rage de les foutre en l'air […], me serais-je pris de passion pour la Critique de la vie quotidienne au point d'écrire à son auteur Henri Lefebvre, par qui j'allais rencontrer Guy Debord et m'ouvrir à un futur, auquel j'aspirais dans le désespoir d'y atteindre jamais ? »

À partir de 1965, la librairie La Vieille Taupe vend différents textes de gauche et d’extrême gauche, ainsi que des revues militantes. Dès 1966, cependant, l’Internationale situationniste retire ses journaux de la librairie. La librairie propose également les publications des Éditions Spartacus de René Lefeuvre.
Alors que le S ou B prend ses distances avec le marxisme, des groupes anarchistes suivent la démarche inverse et tentent de sortir de l'alternative marxisme-anarchisme. tel est le cas de l'Union des groupes anarchistes-communistes fondée en 1961 et de la revue Noir et Rouge. Selon Christian Lagant, l'un des animateurs du groupe qui reconstitue plus tard son parcours :

« Il s'agit de rompre avec l'anti-marxisme primaire, de dialoguer avec les conseillistes, situationnistes et « ultragauche » […]. Nous prîmes position sur le marxisme en disant que le clivage ne passait pas entre celui-ci et l'anarchisme, mais entre léninisme et esprit libertaire. […] L'apport de Noir et Rouge consistera dans le projet délibéré de ne pas se limiter à l'étude des mécanismes économiques, d'assigner à la transformation sociale la tâche de libérer aussi la conscience ; bref, d'un élargissement du champ révolutionnaire qui culmine dans l'affirmation : « La révolution sera totale ou ne sera pas ». »

Daniel Guérin, qui avait participé au Parti socialiste ouvrier et paysan, se rapproche de l'anarchisme et cherche une voie nouvelle dans une synthèse de l'anarchisme et du marxisme. « Il serait urgent, écrit Daniel Guérin, que les anarchistes ouvrent Marx, ne serait-ce que pour exercer leur regard critique […] Il serait nécessaire de réévaluer le marxisme avec une vigilance libertaire jamais en défaut ».
Le discours situationniste a été reconnu comme l'une des composantes de Mai 68. Le groupe des Enragés de Nanterre qui se forme au début de 1968 compte parmi ses rangs René Riesel qui fréquente les situationnistes depuis 1966. Avec le groupe anarchiste de la L.E.A. (Liaison des étudiants anarchistes), il sera à l'origine de la création du Mouvement du 22-Mars où l'on trouve également Daniel Cohn-Bendit. Gabriel Cohn-Bendit, frère de Daniel qui avait été membre de Socialisme et barbarie, mais c'est à un groupe anarchiste marxisant Noir et Rouge qu'il a présenté son jeune frère. La pratique de la provocation caractéristique du mouvement nanterrois doit beaucoup aux situationnistes.

#### Fin duXXesiècle

##### Années 1970
France
En France, plusieurs groupes sont rattachés à l'ultragauche :
- Pour le pouvoir international des conseils ouvriers (1972-1974) ;
- Pour une intervention communiste (PIC, 1973-1982), qui publie à partir de 1974 la revue Jeune Taupe ;
- Échanges et Mouvement (1975-2017), réseau conseilliste issu d'Informations et Correspondances Ouvrières et animé par Henri Simon et Ngô Văn, publiant la revue Échanges ;
- King-Kong International (1976) ;
- le Cercle Marxiste de Rouen (1976-1979), groupe publiant la revue Autonomie ouvrière pour l'abolition du salariat, puis le Bulletin critique ;
- Théorie Communiste (1977-en cours), revue communisatrice publiée par Roland Simon ;
- La Guerre sociale (1977-1982), groupe négationniste issu de King-Kong International et animé par Dominique Blanc ;
- L'Assommoir (1978-1985), éditant sept numéros.

Certains militants comme Gabriel Cohn-Bendit et Pierre Fournier (Hara-kiri hebdo, La Gueule ouverte) évoluent progressivement vers l'écologie pour finir par abandonner l'ultragauche à la fin des années 1970.
Espagne
Dans le film Ni vieux, ni traîtres, de Pierre Carles et Georges Minangoy, l'un des militants des GARI déclare que l'argent récolté par les réappropriations, servait « à l'édition de textes révolutionnaires combattant le léninisme, donc d'ultragauche ».

##### Années 1980
Au niveau international, la revue Perspective Internationaliste (1988-2015) est diffusée en français et en anglais par un groupe basé en Belgique, en Angleterre, et aux États-Unis.
En France, outre Échanges et Mouvement et la revue Théorie Communiste, l'ultragauche est représentée par :
- Le Frondeur (1980) ;
- L'Insécurité Sociale (1982-1987), revue issue du groupe "Pour une Intervention Communiste" ;
- La Banquise (1983-1987), revue issue de La Guerre sociale et publiée par Gilles Dauvé et Serge Quadruppani ;
- Le Brise-glace (1988-1990), revue issue de La Banquise ;
- Interrogations pour la communauté humaine (1988-1991), revue issue de L'Insécurité Sociale ;
- Mouvement communiste (1988-2007).

##### Ultragauche et négationnisme
À la fin des années 1970, d'anciens militants de l'ultragauche font de la critique bordiguiste de l'antinazisme un de leurs chevaux de bataille. Cette « convergence » avec Robert Faurisson est marquée en 1978 par la rencontre de ce dernier avec Pierre Guillaume, cofondateur de l'ancienne librairie La Vieille Taupe, fermée en 1972, et leur collaboration tout long des années 1980 pour défendre et propager des thèses négationnistes.
En avril 1977 avait paru le premier numéro de La Guerre sociale, une revue animée par Dominique Blanc et issue de King-Kong International. Le soutien d'une certaine « ultragauche » à Robert Faurisson commence en juin 1979 par la diffusion par La Guerre sociale à Lyon d'un tract intitulé « Qui est le Juif ? ». Un deuxième tract est intitulé « Les chambres à gaz hitlériennes sont-elles indispensables à notre bonheur ? ». Ces textes sont repris dans Vérité historique et vérité politique, livre de Serge Thion publié aux éditions de La Vieille Taupe. Toujours en juin 1979, un texte intitulé « De l'exploitation dans les camps à l'exploitation des camps » paraît dans La Guerre sociale. Il aurait été écrit initialement par Gilles Dauvé et corrigé par Pierre Guillaume.
Jeune Taupe, revue du groupe Pour une intervention communiste, développe également les thèmes de l'ultragauche faurissonienne à partir de 1980. Un tract, « Notre Royaume est une prison », est distribué à 60 000 exemplaires le 4 octobre 1980. Plusieurs « groupes » ont participé à la rédaction de ce tract qui s'appuie sur l'ouvrage de Serge Thion et plagie dans certaines phrases le discours de Faurisson : « Les amis du Potlatch », « Le Frondeur », le « Groupe Commune de Kronstadt », le « Groupe des travailleurs pour l’autonomie ouvrière », « La Guerre sociale », « Pour une intervention communiste » (certains de ces groupes étant par ailleurs inconnus).
À la suite de ce tract, Libération publie le 25 octobre 1980 « La gangrène », un texte de militants de la première Vieille Taupe, comme Jacques Baynac et Belà Elek, qui dénonce le négationnisme et s'en prend à cette tendance faurissonienne qui gagne rapidement sinon l'extrême gauche, du moins des individus dont on pouvait penser que leur passé était une garantie.
À travers leur rejet de l'antifascisme, beaucoup de militants se sont laissés séduire en 1979 par les thèses de Robert Faurisson. La polémique se poursuit au début des années 1980. Les militants effectuent des recherches sur les camps d'extermination. Au bout de quelques années, ils s'aperçoivent de leur erreur et décident de rompre avec le négationnisme. Cette rupture avec Faurisson est officialisée en 1983 dans le premier numéro de La Banquise.
Cependant, malgré cette rupture, certains militants d'autres groupes continuent à diffuser des thèses négationnistes après 1983. Ces négationnistes sont de moins en moins nombreux et de plus en plus isolés dans l'ultragauche. En 1991 paraît la dernière revue négationniste de l'ultragauche, Maintenant Le Communisme, publiée par Pierre Guillaume, Dominique Blanc et Serge Thion. La publication en 1992 de Libertaires et ultragauches contre le négationnisme sonne le signal au sein de l'ultragauche de la chasse aux négationnistes, qui sont progressivement tous exclus les uns après les autres. Dominique Blanc est le dernier négationniste à fréquenter encore l'ultragauche. Il est définitivement exclu en 1995 après une violente bagarre à La Bonne Descente.

##### Années 1990

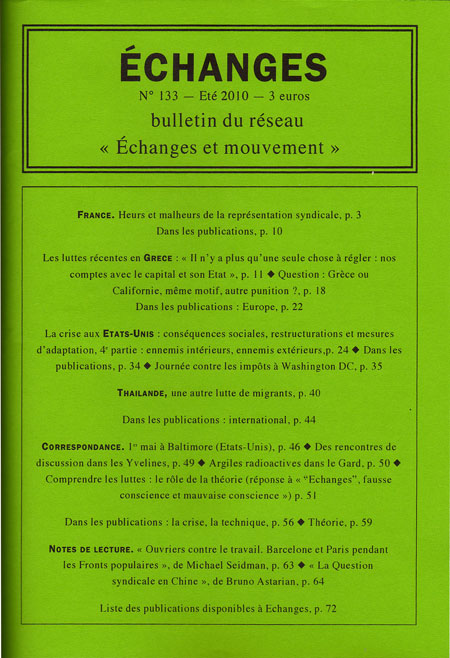
Depuis 1975, la revue Échanges et mouvement représente en France le courant conseilliste.

En Angleterre, l'ultragauche est représentée par la revue Aufheben (1992-2017).
France
L'ultragauche tente de se reconstruire. Plusieurs groupes font alors leur apparition :
- Mordicus (1990-1994), journal issu du Brise-glace, publié par Serge Quadruppani et Claude Guillon et vendu en kiosque, reprenant le style des tabloïds anglais pour manier volontairement le détournement, le sensationnel, la provocation, le canular et l'humour de second degré ;
- L'Observatoire de Téléologie (1990-2003), groupe insurrectionnaliste formé autour de Christophe Charrière (sous le pseudonyme Chrétien Franque et publiant La Bibliothèque des Émeutes (éditions Belles Émotions), qui se réfère à l'Internationale Situationniste et à l'écrivain Jean-Pierre Voyer, recherche la finalité de l'action révolutionnaire à travers le concept de téléologie et élabore une synthèse entre amour et insurrection ;
- Temps critiques (1990-2016) ;
- Dans le monde une classe en lutte (1994-2017), bulletin du réseau Échanges et mouvement, dont une version anglophone circule aux États-Unis sous le nom de Collective Action Notes ;
- L'Achèvement (1996-2000), revue situationniste prenant pour modèle l'insurrection albanaise de 1999 ;
- Oiseau-tempête (1997-2006), revue publiée par Charles Reeve et Barthélémy Schwartz.

En 1994, les anciens de Mordicus ouvrent le bar La Bonne Descente avec les autonomes issus de Quilombo : d'abord à Clichy à proximité de Paris (1994-1995), puis rue Rebéval dans le 19e arrondissement de Paris (1995-1997). Un nouveau groupe apparaît en 1997 : l'Association Documentation Édition Liaison (ADEL). Proche de Gilles Dauvé, l'ADEL publie d'abord Le Chien aboyant à la lune, puis se concentre sur la réédition des classiques du communisme de conseils, avant de créer en 1999 le site troploin.fr.

### L'ultragauche auXXIesiècle

#### Les confusions en France
Au début du XXIe siècle, une certaine confusion est récurrente. L'utilisation journalistique du terme « extrême gauche radicale » semble plus appropriée à la situation belge, mais il est confus.
En France, à la fin de l'année 2008, le gouvernement et certains médias français entretiennent une confusion entre l'ultragauche, les anarchistes, et les autonomes. Entre le 11 et le 14 novembre 2008, à la suite de l'arrestation de Julien Coupat, les journalistes et différents experts parlent de l'ultragauche comme d'une « secte insurrectionnelle », d'une « communauté anarchiste », des « anarcho-autonomes », d'un « groupe d'extrême gauche violent », de « deep-écologistes », de « combattants communistes », de « révolutionnaires-nihilistes », de « nostalgiques d'Action directe », d'« esprits libertaires post-soixante-huitards assez paranoïaques », de « gauche radicale européenne »… Tous ces qualificatifs n'ont rien à voir avec l'ultragauche.
La proximité des sources policières et le manque d'objectivité sont l'objet d'un article de CQFD très critique quant au traitement journalistique. L'article du Point d'Hervé Gattegno, écrit avant la vague d'interpellation de novembre 2008, est particulièrement visé par les expressions « en faire des kilotonnes », « paranoïaque », « dressent un tableau apocalyptique » qui verseraient dans le pathos. Il lui était aussi reproché d'ignorer « également le droit à la présomption d'innocence » et sa proximité avec les sources policières.
Le militant politique et doctorant Sébastien Schifres juge pour sa part que le mouvement autonome ne peut pas être assimilé à l'ultragauche en raison de son caractère insurrectionnaliste.

#### Les «communisateurs» et les «conseillistes»
Une partie de l'ultragauche reste fidèle aux positions conseillistes. C'est le cas du réseau Échanges et mouvement, du Cercle social (2004), des groupes Vagabondages (2004-2007) et Ni_patrie_ni_frontières (2002-2019), de la Liaison internationaliste pour l'autonomie ouvrière (LIAO), de la revue Temps critiques, ainsi que de Radio Vosstanie.
À l'opposé, le courant dit « communisateur » est en rupture avec le conseillisme. Pour les communisateurs, la démocratie directe des conseils ouvriers a échoué à réaliser le communisme. Les conseils ouvriers allemands de 1918, au lieu d'abolir les rapports marchands, n'ont fait que redonner leur pouvoir à la bourgeoisie après avoir arrêté la guerre. Les communisateurs remettent en question la notion de démocratie ouvrière à partir de ce constat pour aboutir finalement à un rejet de la notion de démocratie elle-même. Dans cette perspective, la révolution s'incarne désormais dans un nouveau concept : celui de « communisation ». La communisation est un communisme immédiat qui refuse toute idée de phase de transition socialiste : elle abolit l'argent et les rapports marchands pour instaurer la gratuité généralisée des biens et des services.
Ce courant communisateur est représenté en France par l'Association Documentation-Édition-Liaison (ADEL, 1997), le site internet troploin.fr (autour de Gilles Dauvé et Karl Nesic), les revues Théorie communiste (autour de Roland Simon), Meeting (2004-2008) et Sic (2009-2015), ainsi que les éditions Senonevero.
Des revues communisatrices existent également dans d'autres pays : Riff-Raff en Suède, Endnotes en Angleterre, Pratelé komunizace en République tchèque, Blaumachen en Grèce.